# Heltínov
Heltínov (německy Scherzdorf) je malá vesnice, část obce Luboměř v okrese Nový Jičín. Nachází se asi 2 km na jihovýchod od Luboměře a jihozápadně od vrcholu Suchá. V roce 2009 zde bylo evidováno 28 adres. V roce 2001 zde trvale žilo 61 obyvatel.
Heltínov leží v katastrálním území Luboměř o výměře 7,62 km2.

## Název
Středověká vesnice zaznamenaná roku 1547 jako opuštěná, se jmenovala Heltinov. Její jméno bylo odvozeno od osobního jména Heltin (německého původu) a znamenalo "Heltinův majetek". Na počátku 18. století byla obnovena a pojmenována po svém zakladateli (obnoviteli) K. F. Scherzovi Schertzov (později psáno i Šercov; do němčiny upraveno jako Schertzen nebo Scherzdorf). V roce 1885 byl obnoveno původní české jméno, nejprve v podobě Heltvínov, potom Heltínov.

## Další informace
Ve vesnici je kaple a také výklenková kaplička a pomník padlým vojákům.
Severovýchodně od vesnice se nacházejí skalní útvary Hajníkova skála, Obecní skála a Matúšova skála.
Severně u vesnice teče potok Heltínovská suchá.

## Galerie

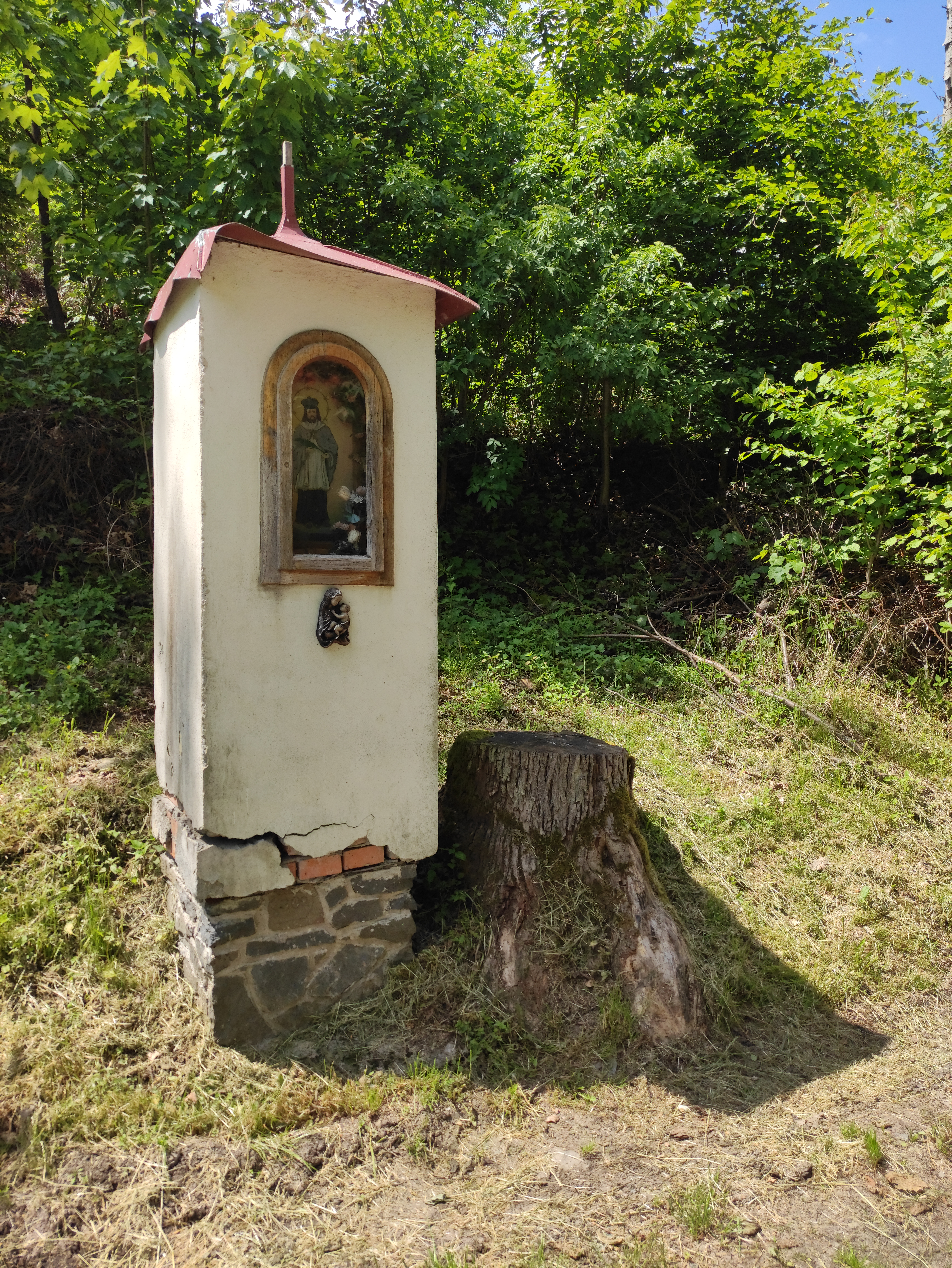
kaplička v Heltínově
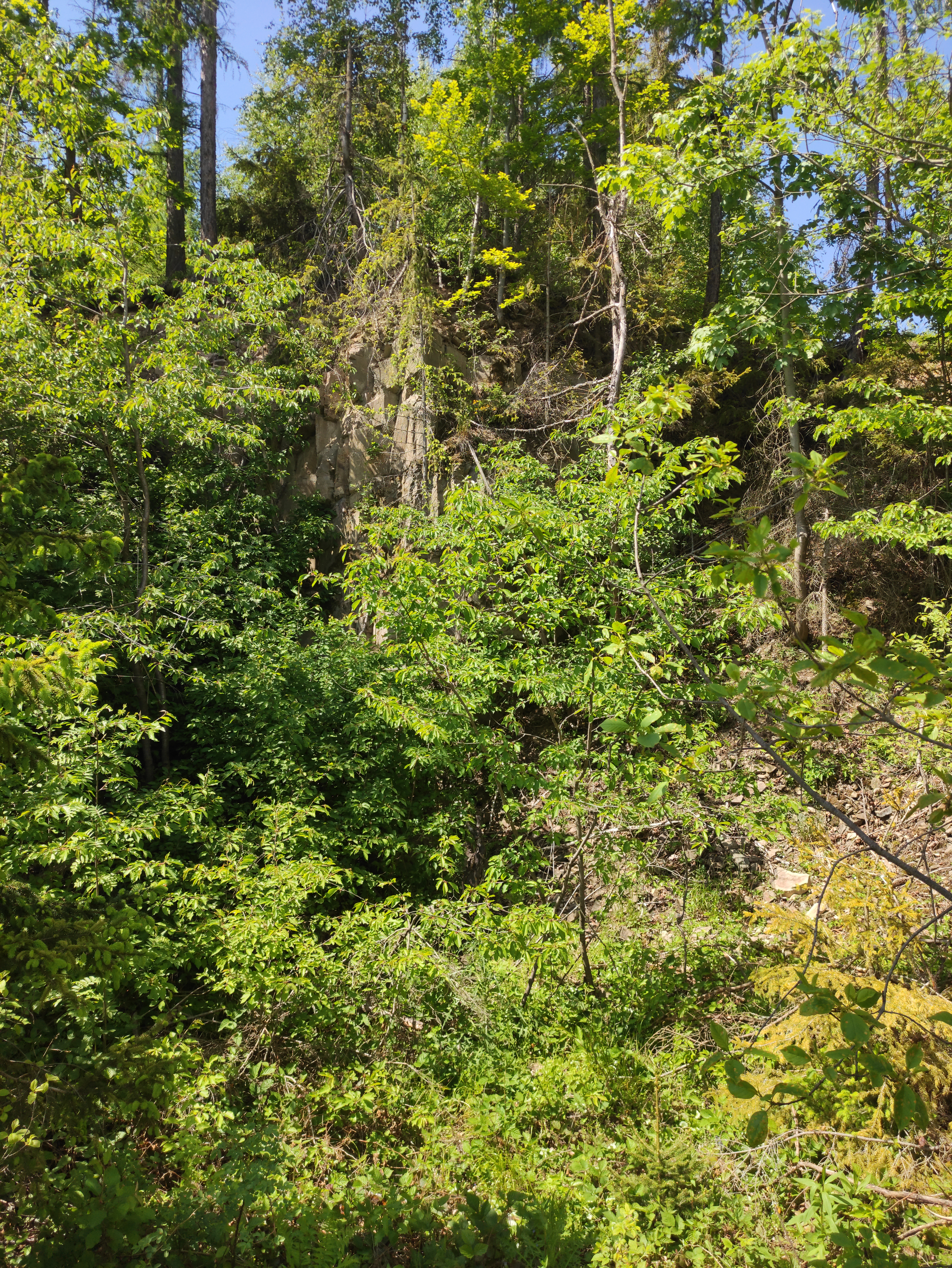
Obecní skála
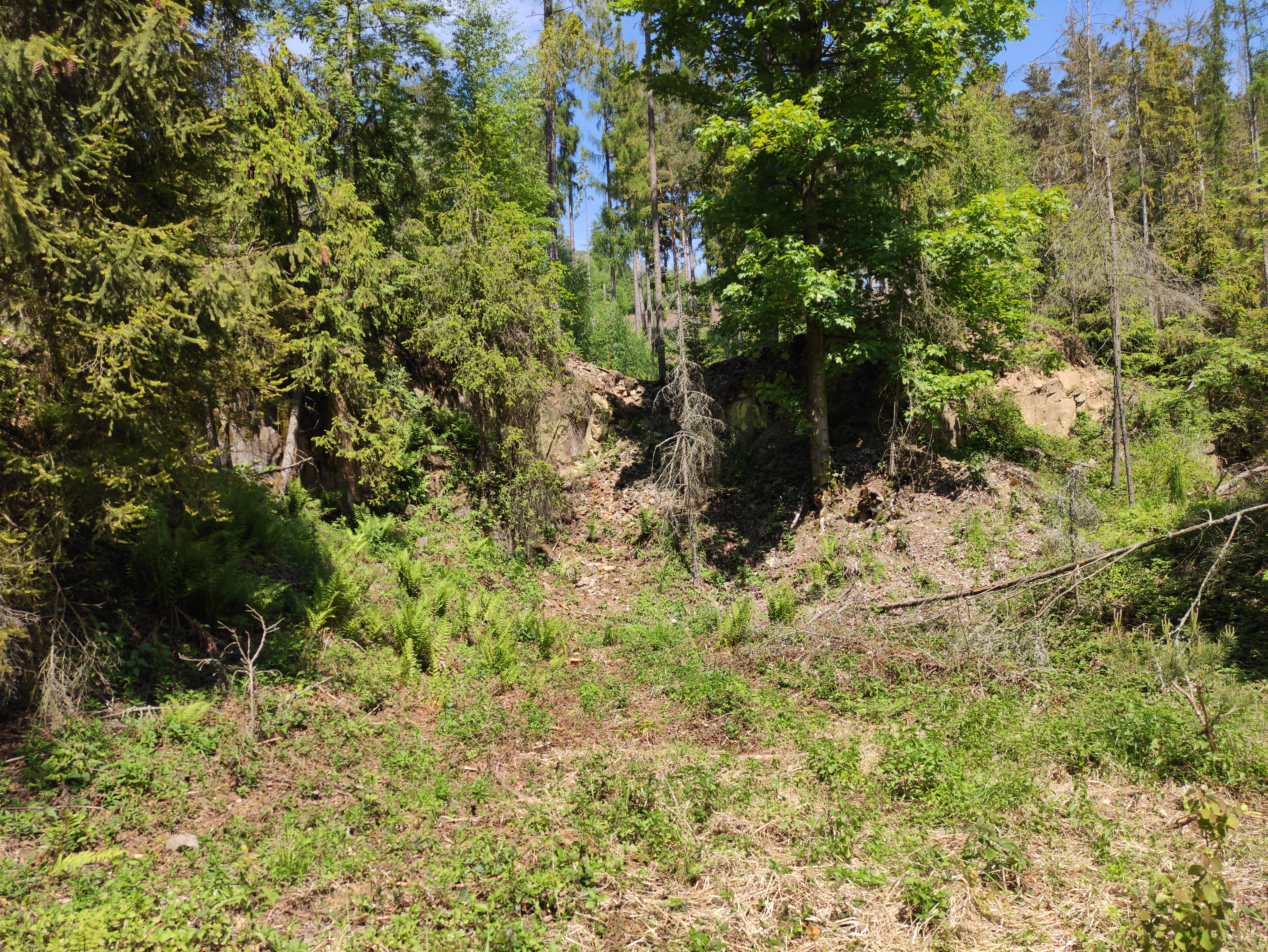
Hajníkova skála
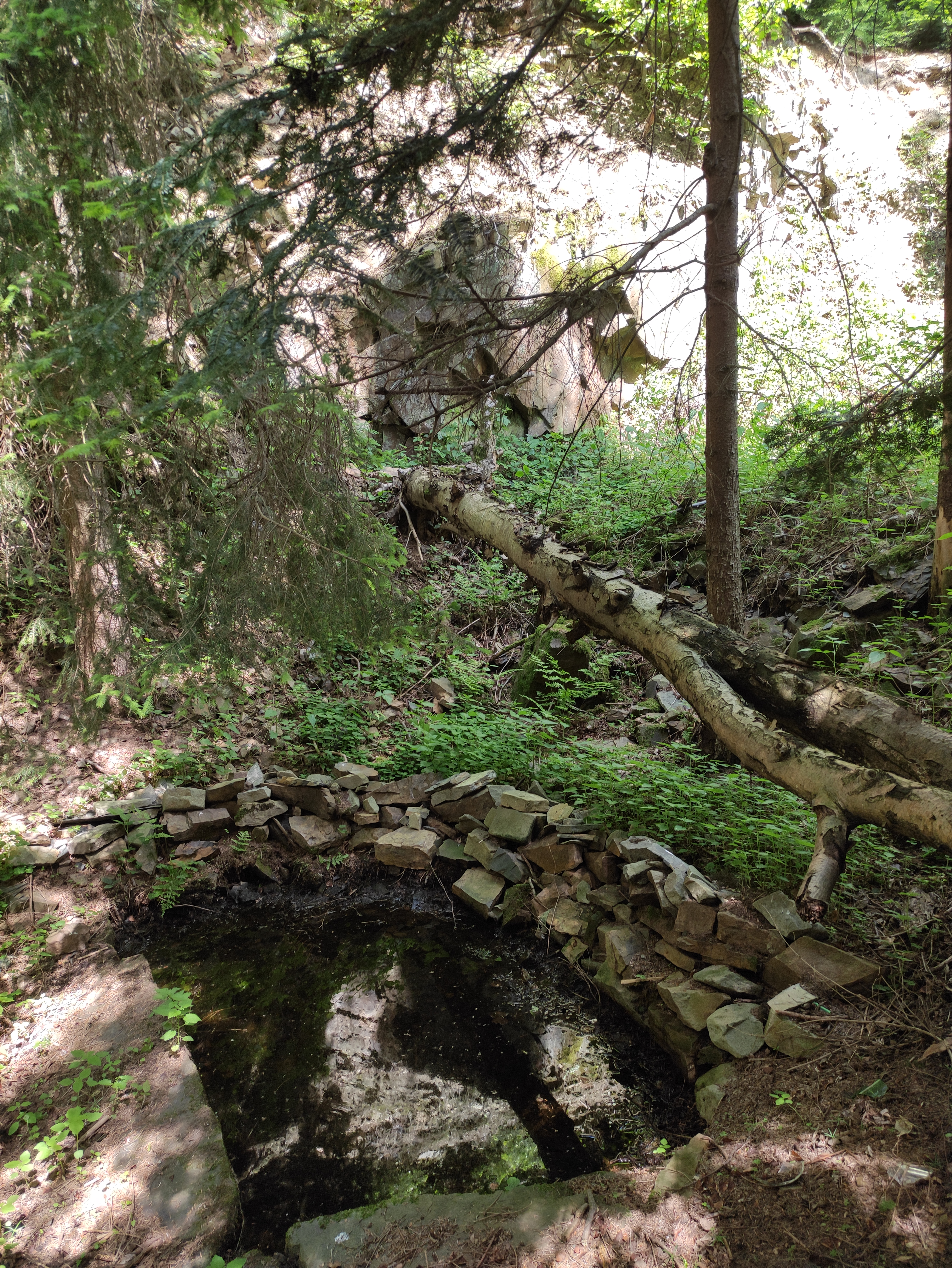
Matúšova skála